# Кенжарик
Кенжари́к (каз. Кеңжарық) — село у складі Нуринського району Карагандинської області Казахстану. Входить до складу Кенжарицького сільського округу.
Населення — 29 осіб (2021; 95 у 2009, 137 у 1999, 325 у 1989).
Національний склад станом на 1989 рік:
- казахи — 100 %.